# Korps

Militärisches Symbol der NATO für Korps

Taktisches Zeichen Korpsmunitionsdepot der Streitkräfte des Vereinigten Königreichs

Ein Korps [koːɐ̯] (französisch corps ‚Körper(schaft)‘, von lateinisch corpus ‚Körper‘) ist ein in militärischen und in zivilen Bereichen verwendeter Begriff für Organisationseinheiten.
Innerhalb der militärischen Terminologie wird der Begriff verwendet für:
- ein operativer Heereskörper aus militärischen Verbänden bestehend[1], wie das Armee-Korps oder das Expeditionskorps
- einen bestimmten Bereich innerhalb des Militärs, zum Beispiel das Offizierskorps oder das Sanitätskorps
- im Ausland gelegentlich auch für Teilstreitkräfte, wie das US Marine Corps

Gemeinsam ist allen Formen von Korps, dass diese Teil der militärischen Gesamtorganisation einer Nation sind.
In diesem Artikel wird insbesondere das Armee-Korps beschrieben.

## Armee-Korps
Ein Armeekorps des Heeres besteht aus mehreren Großverbänden, wie Divisionen oder Brigaden und zusätzlichen Korpstruppen.
In der Regel umfasst er Truppenteile von verschiedenen Waffengattungen und kann heute eine Personalstärke von 40.000 bis 80.000 Soldaten umfassen.
Heute sind Korps teilweise nur operative Planungs- und Führungsstäbe, zumeist wie in der NATO von mehreren Nationen gebildet, die nur im Bedarfsfall etwa zwei bis drei Divisionen führen. Ein Korps wird von einem Kommandierenden General im Dienstrang eines Generalleutnants, in der Schweiz Korpskommandant, geführt. Normalerweise wird das Korps einer Armee unterstellt. Das Korps stellt entsprechend der gestellten Aufgabe, den unterstellten Großverbände zumeist spezialisierte Korpstruppen, zum Beispiel Pioniere oder Artillerie, zur Verfügung. Korps können aber auch unmittelbar einer Heeresgruppe (englisch Army Group) oder einer Armeegruppe unterstellt sein.

## Geschichte

Kommandierender General

Ganz ursprünglich konnte der Begriff Korps eine beliebig große Formation von speziellen Einheiten bezeichnen (z. B. Expeditionskorps).
Das Armeekorps (Corps d'armée) wurde von Napoleon Bonaparte während der „Campagne d'Allemagne en 1805“ (dem Deutschland-Feldzug von 1805) für eine neue Gliederung der Grande Armée geschaffen. Unter dem Oberbefehl eines Marschalls, wurden große Truppenkörper geschaffen, welcher aus gemischten oder einheitlichen Verbänden der Infanterie, Kavallerie und Artillerie bestand.
Ziel war es Gruppierungen zu schaffen, welche trotz der Gesamtgröße einer nationalen Armee jener Zeit, über verschiedene Routen marschierend aus dem Land heraus versorgt werden konnte und keine größere Versorgungslogistik erforderten. Da der Abstand der Korps zueinander etwa einen Tagesmarsch betragen sollte, war es möglich bei einer sich abzeichnenden Schlacht, die Verbände schnell zusammenzuführen.
Die neue Gliederung seiner Streitkräfte durch Napoleon bewies noch im Jahr 1805 seine Vorteile in der Schlacht bei Ulm und der Schlacht bei Austerlitz.
Als fester Friedensverband wurde das Armeekorps später von allen europäischen Heeren übernommen.
Im Folgenden wird die historische Entwicklung im deutschen Raum dargestellt.

## Zeit des Deutschen Bundes (1815–1866)

### Das Bundesheer
Der Deutsche Bund verlangte von seinen Mitgliedern nach Bevölkerung unterschiedliche Beiträge zur Errichtung eines gemeinsamen Bundesheeres. Das Bundesheer sollte zehn Armeekorps umfassen, hiervon sollte Österreich drei, Preußen ebenfalls drei und Bayern eines stellen. Das VIII. Korps sollten von Württemberg, Baden und Hessen-Darmstadt, das IX. Korps von Sachsen, Kurhessen, Nassau und Luxemburg, das X. gemeinsam von Hannover, Braunschweig, beiden Mecklenburgs, Oldenburg und den Hansestädten Hamburg, Bremen und Lübeck errichtet werden. Die Streitkräfte der übrigen deutschen Kleinstaaten sollten zu einer Reserve-Division außerhalb eines Korpsverbandes zusammengefasst und im Wesentlichen zur Verteidigung der Bundesfestung Mainz verwendet werden. Jedes Korps sollte in mindestens zwei Divisionen, die Division in zwei Brigaden und diese in mindestens zwei Regimenter gegliedert sein.

### Österreich
Österreich hatte bis 1866 im Frieden keinerlei Korpsverbände. Deren Aufgaben wurden vielmehr von sogenannten Militär-General-Commanden wahrgenommen, deren Befehlsbereich jeweils eines oder mehrere der einzelnen Kronländer der Habsburgermonarchie umfasste. Die allfälligen Veränderungen in der Formation, Stationierung und Stellenbesetzung ergeben sich aus dem jährlich erschienenen Militär-Schematismus des österreichischen Kaiserthumes.
Bei Mobilmachung 1866 stellte Österreich aus seinen Truppen zehn Armeekorps auf, die jeweils vier Brigaden, jede Brigade gegliedert in 2 Infanterieregimenter, 1 Feldjägerbataillon, eine Eskadron Kavallerie und eine Batterie Artillerie umfassten. Hinzu trat eine Corps-Geschütz-Reserve von vier bis fünf Batterien.

### Preußen
Die Preußische Armee gliederte sich seit 1816 in insgesamt neun Armeekorps:
- I. Armee-Korps in Königsberg mit Korpsbezirk Provinzen Ost- und Westpreußen
- II. Armee-Korps in Stettin mit Korpsbezirk Provinz Pommern
- III. Armee-Korps in Berlin mit Korpsbezirk Provinz Brandenburg
- IV. Armee-Korps in Magdeburg mit Korpsbezirk Provinz Sachsen
- V. Armee-Korps in Posen mit Korpsbezirk Provinz Posen und Regierungsbezirk Liegnitz der Provinz Schlesien
- VI. Armee-Korps in Breslau mit Korpsbezirk restliche Provinz Schlesien
- VII. Armee-Korps in Münster mit Korpsbezirk Provinz Westfalen
- VIII. Armee-Korps in Koblenz mit Korpsbezirk Rheinprovinz
- Das Gardekorps in Berlin hatte keinen besonderen Rekrutierungsbezirk, sondern bezog besonders ausgesuchte Rekruten aus der ganzen Monarchie.

Jedes Korps gliederte sich in zwei Divisionen, die Division in eine Brigade Infanterie, eine Brigade Kavallerie und eine Brigade Landwehr-Infanterie, jede Brigade zu zwei Regimentern. Die Landwehr-Infanterie war gekadert: Es waren im Frieden nur die Regiments- und Bataillonskommandeursstellen besetzt. An sonstigen Truppen hatte das Korps ein Reserveregiment (später Füsilierregiment genannt), ein Jäger-Bataillon, eine Artillerie-Brigade und eine Pionier-Abteilung. 1853 kam noch eine Train-Abteilung hinzu, die Artillerie-Brigade wurde 1864 in ein Feld- und ein Festungs-Artillerie-Regiment geteilt. Die allfälligen Veränderungen in der Formation, Stationierung und Stellenbesetzung ergeben sich aus den jährlich erschienenen Ranglisten.
1860 wurde die Infanterie quasi verdoppelt, indem jedes Armeekorps jetzt zwei Brigaden Infanterie (zu zwei Regimentern) erhielt, die weiterhin vorhandene Landwehr schied im Kriegsfall aus dem Korpsverband aus und bildete gesonderte Formationen zur Festungsbesatzung und Sicherung der Etappenlinien. Ebenso wurde die Kavallerie um zehn Regimenter vermehrt, die Kavallerie-Brigaden der Divisionen hatten jetzt vielfach drei Regimenter. Über die Frage der Finanzierung der durch diese Vermehrung entstandenen Kosten entbrannte der preußische Verfassungskonflikt.
Bei der Mobilmachung anlässlich des Deutschen Krieges 1866 zog die Preußische Armee in dieser Gliederung in den Krieg, wobei allerdings jedem Armeekorps nur zwei Kavallerie-Regimenter verblieben, die als Divisions-Kavallerie fungierten. Die anderen Kavallerie-Regimenter wurden zu Kavallerie-Divisionen zusammengezogen, von denen zwei ein Kavallerie-Korps, bestehend aus 41 Eskadronen und 30 Geschützen, bildeten. Ebenso wurde die Festungsartillerie nicht mit ins Feld genommen, sondern blieb zum Schutz der Festungen in der Heimat. Drei Landwehr-Divisionen, jede zu zwei Brigaden zu zwei Infanterie-Regimentern, und eine Landwehr-Kavallerie-Division zu sechs Regimentern wurden zu einem Reserve-Korps zusammengestellt.
Mit Mobilmachung stellte jedes Armee-Korps – und das galt für alle folgenden Kriege in gleicher Weise!- ein Stellvertretendes Generalkommando auf, das von einem bereits verabschiedeten oder z.D. gestellten Kommandierenden General befehligt wurde. Dem Stellvertretenden Generalkommando oblagen die gleichen Aufgaben wie dem Korps im Frieden: Aufrechterhaltung der unter militärischen Gesichtspunkten erforderlichen Ordnung und Sicherheit in seinem Korpsbezirk, Einberufung und Ausbildung von Soldaten, Erhalt, Sicherung und Verstärkung der im Lande befindlichen Festungen, Durchführung von Befehlen der Heeresleitung oder des Kriegsministeriums, ferner die Unterbringung, Versorgung und Bewachung der Kriegsgefangenen. Zur Durchführung dieser Aufgaben standen dem Stellvertretenden Generalkommando die in der Heimat verbliebenen Truppen zur Verfügung:
- Ersatztruppen: Jedes Infanterie-Regiment stellte bei Mobilmachung ein IV. Bataillon auf, das den Namen „Ersatz-Bataillon“ erhielt und aus Stab und vier Kompanien bestand; es war im Falle eingetretener Verluste für Ersatz zuständig. In gleicher Weise ließ jedes Kavallerie-Regiment seine bereits im Frieden bestehende 5. Eskadron als Ersatz-Eskadron zurück, jedes Artillerie-Regiment, jedes Jäger-, Pionier- und Train-Bataillon bildete eine aus zwei oder drei Kompagnien bestehende Ersatz-Abteilung. An diese Ersatztruppenteile waren „Rekruten-Depots“ angegliedert, die neu eingezogene Rekruten ausbildeten.
- Landwehr-Truppen: Die Einberufung und Einübung dieser im Frieden praktisch nicht existierenden Truppen dauerte erfahrungsgemäß länger, in etlichen Fällen rückten sie später der aktiven Truppen ins Feld nach, andere blieben immobil in der Heimat.
- Landsturm-Truppen: Der Landsturm musste gesondert aufgeboten werden, was 1866 und 1870 nicht geschah. Er wurde im Ersten Weltkrieg im Landesinnern vor allem zur Kriegsgefangenen-Bewachung und zur Grenzsicherung, ferner im Etappengebiet, sehr selten jedoch an der Front eingesetzt.

### Königreich Bayern
Bayern hatte zum Bundesheer ein Armeekorps zu stellen. Im Frieden bestand ein Korpskommando jedoch nicht, sondern nur vier Divisionskommandos, die die Bezeichnung „General-Commando“ trugen. Die allfälligen Veränderungen in der Formation, Stationierung und Stellenbesetzung ergeben sich aus den üblicherweise alle zwei Jahre neu erschienenen Militärhandbüchern.
1866 wurden diese vier Divisionen mobil gemacht und unter das Kommando eines neu gebildeten Armeekorps gestellt. Jede dieser Divisionen umfasste
- zwei Brigaden Infanterie zu je zwei Regimentern, dazu meist ein Jäger-Bataillon
- einem Kavallerie-Regiment zu drei Eskadronen
- einer Artilleriedivision zu zwei Batterien zu acht Geschützen.
- Als Korpstruppen fungierten

- das „Kavallerie-Reservekorps“ zu drei Kavallerie-Brigaden (zusammen sieben Kavallerie-Regimenter) und einer Artillerie-Division zu zwei Batterien sowie
- die „Artillerie-Reserve“, bestehend aus acht Batterien
Das bayerische Korps hatte also etwa die doppelte Stärke eines österreichischen oder preußischen Korps.

### Königreich Sachsen
Nach der Bundesverfassung hatte Sachsen nur eine Division zu stellen. Die seit 1815 allfälligen Veränderungen in der Formation, Stationierung und Stellenbesetzung ergeben sich aus den jährlich erschienenen Ranglisten der Sächsischen Armee.
1867 stellte Sachsen das XII. (I. Königlich Sächsisches) Armee-Korps auf, umfassend
- zwei Infanterie-Divisionen zu je

- zwei Infanterie-Brigaden, bestehend aus je vier Infanterie- und einem Jäger-Bataillon
- die Divisions-Artillerie (zwei Batterien)
- eine Reiter-Division: zwei Reiter-Brigaden zu je zwei Reiter-Regimentern, dazu eine Batterie reitender Artillerie
- die Reserve-Artillerie: zwei Brigaden mit zusammen fünf Batterien.[9]

### Königreich Hannover
Nach der Bundesverfassung hatte Hannover zum Bundesheer nur eine Division zu stellen. 1866 stellte es ein schwaches Armeekorps auf, umfassend
- vier Infanterie-Brigaden zu je

- zwei Infanterie-Regimentern zu je zwei Bataillonen,
- ein Jäger-Bataillon, ein Kavallerie-Regiment, eine Batterie Artillerie.
- die Reserve-Kavallerie: zwei Kavallerie-Regimenter und eine reitende Batterie
- die Reserve-Artillerie: zwei Batterien[10].

Die übrigen Bundesstaaten waren zu schwach, um ein ganzes Armeekorps aufstellen zu können.

## Zeit des Norddeutschen Bundes (1867–1871)
Als Folge des Deutschen Krieges von 1866 wurde der Deutsche Bund aufgelöst, die deutschen Staaten nördlich der Mainlinie schlossen sich zum Norddeutschen Bund zusammen. Preußen stellte drei neue Armeekorps auf, in die die Truppenteile der kleineren norddeutschen Staates eingegliedert wurden:
- IX. Armee-Korps in Schleswig, später Altona, umfassend die jetzt preußische Provinz Schleswig-Holstein und die Landdrostei Stade der neuen preußischen Provinz Hannover, die Hansestädte Bremen, Hamburg und Lübeck sowie die Großherzogtümer Mecklenburg-Schwerin und Mecklenburg-Strelitz.
- X. Armee-Korps in Hannover, umfassend die neue preußische Provinz Hannover (ohne Landdrostei Stade, s. o.), Großherzogtum Oldenburg und Herzogtum Braunschweig.
- XI. Armee-Korps in Kassel, umfassend die neue preußische Provinz Hessen-Nassau, die thüringischen Kleinstaaten und das Fürstentum Waldeck-Pyrmont.
- Außerdem angegliedert wurde das XII. (I. Königlich Sächsisches) Armee-Korps in Dresden, umfassend das ganze Königreich Sachsen. Sachsen behielt einige Reservatrechte.

Alle neu aufgestellten Armeekorps erhielten zwei Infanterie-Divisionskommandos, mindestens acht Infanterie-, vier Kavallerie-, ein Feldartillerie-Regiment, ein Jäger-, ein Festungsartillerie-, ein Pionier- und ein Trainbataillon.
Das Königreich Bayern stellte 1869 ein II. Armee-Korps in Würzburg auf und gliederte dieses nach preußischem Muster.
Die Truppen des Herzogtums Anhalt gingen im IV. Armee-Korps, die von Lippe-Detmold und Schaumburg-Lippe im VII. Armee-Korps auf, die übrigen deutschen Staaten (Württemberg, Baden, Hessen) unterhielten weiterhin nur eine Division.
In dieser Gliederung (mit kleineren Änderungen) kämpften die deutschen Heere im Krieg 1870–71.

## Friedenszeit des Deutschen Kaiserreiches (1871–1914)
Das Deutsche Kaiserreich entstand dadurch, dass die süddeutschen Staaten Bayern, Württemberg, Hessen-Darmstadt (südlich des Mains) sich dem norddeutschen Bund anschlossen, hierbei behielten insbesondere die Königreiche Württemberg und Bayern ähnlich Sachsen etliche Reservatrechte.
Als Folge dieser Anschlüsse wurden an neuen Armeekorps aufgestellt:
- XIII. (Königlich Württembergisches) Armee-Korps in Stuttgart, umfassend das Königreich Württemberg
- XIV. Armee-Korps in Karlsruhe, umfassend das Großherzogtum Baden
- XV. Armee-Korps in Straßburg, umfassend das von Frankreich im Friede von Frankfurt abgetretene Reichsland Elsaß-Lothringen.
- Das Großherzogtum Hessen-Darmstadt bildete – wie schon seit 1867 – die Großherzoglich Hessische (25.) Division, die als dritte Division bis 1899 dem XI. Armee-Korps angegliedert war.

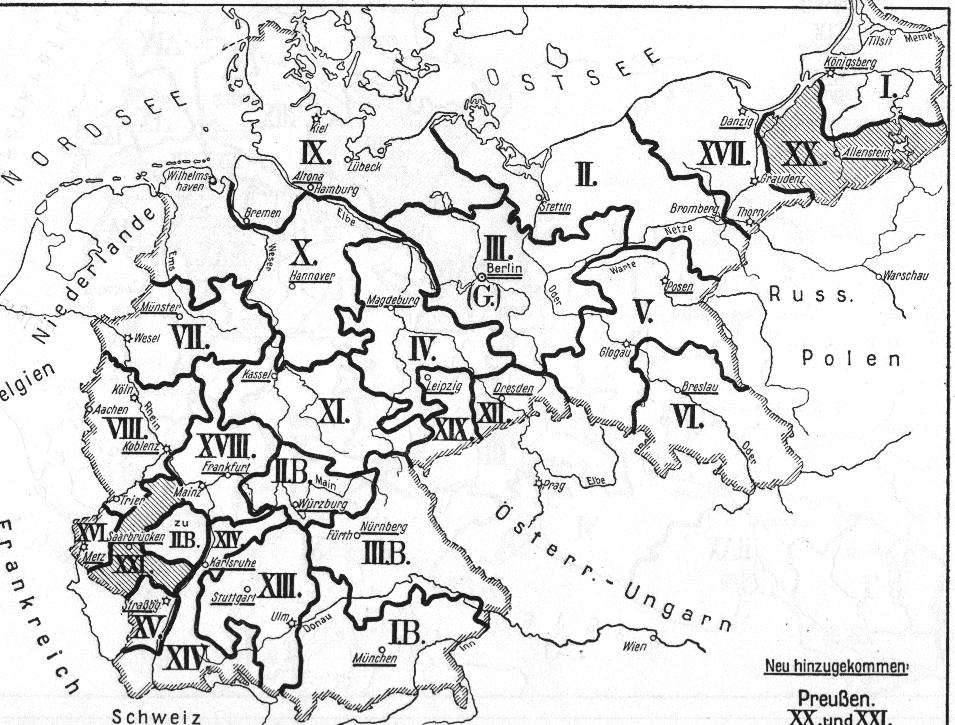
Deutsche Korpsbereiche 1914

Alle diese Neuaufstellungen (wie auch die im Folgenden genannten) wurden nach preußischem Muster einheitlich gegliedert. Der rasche Bevölkerungsanstieg in den Folgejahren (von 41 Millionen 1871 auf 65 Millionen im Jahr 1910) ermöglichte, die wachsende Bedrohung erforderte in der Folgezeit die Aufstellung weiterer Armeekorps:
- XVI. Armee-Korps in Metz, aufgestellt zum 1. April 1890
- XVII. Armee-Korps in Danzig, aufgestellt zum 1. April 1890
- XVIII. Armee-Korps in Frankfurt am Main, aufgestellt zum 1. April 1899
- XIX. (II. Königlich Sächsisches) Armee-Korps in Leipzig, aufgestellt zum 1. April 1899
- XX. Armee-Korps in Allenstein, aufgestellt zum 1. Oktober 1912
- XXI. Armee-Korps in Saarbrücken, aufgestellt zum 1. Oktober 1912

Die Bayerische Armee stellte zudem am 1. April 1900 ein III. Armee-Korps in Nürnberg auf.
1914 war ein friedensmäßiges Armeekorps wie folgt gegliedert:
- zwei Infanteriedivisionen
- Korpstruppen:

- ein Jäger-Bataillon zu vier Kompanien, Radfahr-Kompanie und MG-Kompanie (nicht bei allen AK)
- in etlichen Fällen eine MG-Abteilung oder Festungs-MG-Abteilung
- ein Fußartillerie-Regiment zu zwei Bataillonen zu je vier Batterien
- ein Pionier-Bataillon zu 4 Kompanien nebst Scheinwerfer-Zug, in einigen Fällen ein zweites speziell für den Festungskrieg ausgebildetes Pionier-Bataillon (ohne Scheinwerfer-Zug)
- ein Train-Bataillon zu vier Eskadronen
- Das Gardekorps war erheblich stärker, es umfasste drei Infanterie- und eine Kavallerie-Division.

- Ferner gab es folgende für das ganze Heer bestimmte Truppen:

- drei Eisenbahn-Regimenter zu je zwei Bataillonen, dazu ein weiteres Bataillon sowie ein bayerisches Bataillon
- sechs preußische, 1 sächsisches und zwei bayerische Telegraphen-Bataillone
- fünf Luftschiffer-Bataillone, dazu eine bayerische Luftschiffer-Kompagnie
- vier Flieger-Bataillone, dazu ein bayerisches Bataillon
- eine Kraftfahr-Bataillon, dazu eine bayerische Kompagnie
Das gesamte Heer umfasste 1914 Planstellen für 30.029 Offiziere, 106.477 Unteroffiziere und 647.811 Mann. Wie aus obiger Zusammenstellung ersichtlich, hatten die friedensmäßigen Armeekorps 1914 unterschiedliche Stärken; hinzu kommt, dass auch die einzelnen Einheiten unterschiedliche Stärken (hoher, mittlerer oder niedriger Etat) hatten. Im Schnitt umfasste ein Armeekorps also etwa 1200 Offiziere, 4000 Unteroffiziere und über 25.000 Mann.

## Erster Weltkrieg

### Aktive Armeekorps
Bei Mobilmachung 1914 umfasste ein Armeekorps üblicherweise:
- zwei Infanterie-Divisionen
- an Korpstruppen

- Korpsstab (31 Offiziere, 35 höhere Beamte, 245 Unteroffiziere, Unterbeamte und Mannschaften, 256 Pferde, 27 Bespannfahrzeuge, 5 Kraftwagen (PKW))
- Fußartillerie-Bataillon (Stab, 4 Batterien zu je 4 Stück 15-cm-schwere Feldhaubitze 02, dazu eine leichte Munitionskolonne)
- Pioniere: Scheinwerfer-Zug, Korpsbrückentrain (130 m Kolonnen-Brücke)
- Korps-Fernsprech-Abteilung (5 Fernsprech-Bauzüge)
- Feldflieger-Abteilung: 6 Flugzeuge und 3 Reserve-Flugzeuge
- Munitionskolonnen: 4 Infanterie-, 6 Feldkanonen-, 3 leichte Feldhaubitz-, 8 schwere Feldhaubitz-Munitionskolonnen (je Gewehr 370, je MG 8000, je Feldkanone 398, je lFH 273, je sFH 432 Schuß),
- 7 Fuhrpark-, 6 Proviant-Kolonnen (Verpflegung für 4 Tage für Mann und Pferd)
- 12 Feldlazarette, 2 Pferdedepots, 2 Feldbäckerei-Kolonnen
Insgesamt hatte ein Armeekorps eine Sollstärke von ca. 1300 Offizieren, 40.000 Unteroffizieren und Mannschaften, 16.000 Pferden, 2800 Fahrzeugen. Die Marschtiefe einschließlich Munitionskolonnen und Trains betrug etwa 42 km.

### Reservekorps
Etliche im Frieden bereits bestehende Armee-Korps stellten ein Reserve-Korps mit gleicher Nummer auf, so entstanden: Garde-Reserve-Korps, I., III., IV., V., VI., VII., VIII., IX., X., XII., XIV. und XVIII. Reserve-Korps. Die Bayerische Armee stellte ein I. bayer. Reserve-Korps auf.
Ein Reserve-Korps umfasste zwei Reserve-Divisionen, die Korpstruppen waren aber schwächer und umfassten
- Reserve-Korpsstab: 29 Offiziere, 27 höhere Beamte, 223 Unterbeamte, Unteroffiziere und Mannschaften, 231 Pferde, 24 Bespannfahrzeuge, 5 PKW
- eine Reserve-Fernsprech-Abteilung (3 Fernsprech-Bauzüge)
- 2–4 Infanterie-Munitionskolonnen, 4–6 Feldartillerie-Munitionskolonnen,
- etwa 2 Proviant-, 6–7 Fuhrpark-, 2 Bäckereikolonnen, 4–6 Feldlazarette
Den Reserve-Korps fehlte also vor allem die schwere Artillerie und die Flieger. Lediglich das Garde-Reserve-Korps war wie ein aktives Armee-Korps gegliedert und ausgerüstet. Ein Reserve-Korps zählte etwa 1100 Offiziere und höhere Beamte sowie rd. 36.000 Unteroffiziere, Unterbeamte und Mannschaften.
Zum Schutz der schlesischen Grenze wurde ferner das Landwehrkorps (LK) aufgestellt. Dem LK fehlten jegliche Sanitätstruppen, was schon in der zeitgenössischen Literatur scharf kritisiert worden ist.
Das am 18. August 1914 zur Führung der im Rahmen der Mobilmachung aufgestellten Ersatzdivisionen (ED) aufgestellte Ersatzkorps wurde am 15. September 1914 zur Armeeabteilung Falkenhausen umgebildet.

### Neue Reservekorps
Ende September 1914 folgten neue Reserve-Korps (XXII. bis XXVII. Reserve-Korps), die sich wieder in zwei Reserve-Divisionen (43.–54. Reserve-Division, Bayerische 6. Reserve-Division) gliederten und an Korpstruppen aufwiesen:
- Stab
- eine Batterie mit 4 Stück 15-cm-schwere Feldhaubitze 13
- ein Scheinwerfer-Zug
- eine Fernsprech-Abteilung
- 2 Infanterie- und 4 Feldartillerie-Munitionskolonnen
- 4 Fuhrparkkolonnen, 4 Feldlazarette, 1 Pferdedepot, 2 Feldbäckerei-Kolonnen[19]

Diese schlecht geführten, schlecht ausgebildeten und mangelhaft ausgerüsteten Verbände wurden mehrerenteils im Herbst 1914 in der Hoffnung, den Krieg durch eine Umfassung des Gegners noch rasch beenden zu können, in Flandern verheizt.
Anfang 1915 wurden das XXXVIII. (38.) bis XXXXI. Reserve-Korps (41.) sowie das Bayerische II. Reserve-Korps aufgestellt, die ebenfalls jeweils zwei Infanterie-Divisionen (75.–82. Reserve-Division) erhielten; diese Divisionen umfassten allerdings nur noch drei Infanterie-Regimenter. An Korpstruppen hatten diese Formationen
- Korpsstab
- ein Fußartillerie-Bataillon zu 3 Batterien zu 4 schweren Feldhaubitzen 02 oder 13
- eine Feldflieger-Abteilung
- Munitionskolonnen und Trains in entsprechender Anzahl[20]

Bei Aufstellung dieser Reserve-Korps wurde sehr darauf geachtet, die bei Aufstellung des XXII. bis XXVII. Reserve-Korps gemachten Fehler zu vermeiden: Es wurden fähige wieder genesene Führer und Unterführer mit Fronterfahrung verwendet, insbesondere die Artillerieformationen wurden aus Abgaben anderer Formationen gebildet. Ihre Feuertaufe erlebten diese Reserve-Korps bei den Frühjahrs- und Sommeroffensiven 1915 an der Ostfront.
Am 1. Dezember 1914 wurde aus den Truppen der Festung Straßburg (bis dahin auch „Korps Eberhardt“) das XV. Reserve-Korps gebildet, das seit 23. September 1916 bayerisch war. Ähnlich entstand am 6. Juli 1915 das XVII. Reserve-Korps aus den Truppen der Festung Graudenz, bis dahin „Korps Zastrow“ genannt. Das XVII. Reserve-Korps wurde am 9. September 1917 wieder aufgelöst.

### Generalkommando 51–68
Ab August 1916 wurden weitere den Armeekorps entsprechende Formationen aufgestellt, sie erhielten jetzt die Bezeichnung „Generalkommando“ und wurden von Nr. 51 bis 68 durchnummeriert. Teilweise entstanden sie durch Umbenennung von bereits bestehenden Namensverbänden oder Höheren Kavallerie-Kommandeuren. An korpseigenen Truppen umfassten sie neben dem Stab üblicherweise nur Nachrichtenformationen.
Schon 1915 war es erforderlich geworden, im Stellungskrieg abgenutzte Divisionen aus der Front zu ziehen und durch andere ursprünglich nicht zum jeweiligen Armeekorps gehörende Divisionen zu ersetzen, während die Korpskommandos meist an Ort und Stelle des jeweiligen Frontabschnittes verblieben. Es bildete sich daher auch statt „Korps“ oder „Generalkommando“ die Bezeichnung „Gruppe“ in Verbindung mit dem Kommandierenden General oder einer Ortsbezeichnung. Gleichzeitig war man bemüht, die Korpstruppen der neu aufgestellten Korps durch Zuteilung von Fußartillerie, Pionieren und anderen Waffengattungen auf den Stand der aktiven Armee-Korps zu bringen, im Oktober 1915 erhielt fast jedes Korpskommando auch mindestens eine Kraftfahrkolonne.
Eine gegenteilige Entwicklung – Verlagerung der Korpstruppen zur Division und zur Armee – setzte bereits 1915 ein: Zunächst wurden den neu aufgestellten Infanteriedivisionen, die dadurch entstanden, dass man den bestehenden Divisionen ihre vierten Infanterieregimenter und den Feldartillerie-Batterien ihre dritten Züge nahm, Kolonnen und Fußartillerie aus den Korpstruppen kriegsgliederungsmäßig unterstellt. Im September 1916 entzog man den Korps ihre verbliebenen Munitionskolonnen und Trains und machte sie zu Armeetruppen. Im Dezember 1916 wurden die Korps-Kraftwagen-Kolonnen aufgelöst, stattdessen erhielt jede Division eine Divisions-Kraftwagen-Kolonne. Ebenfalls im Dezember 1916 erhielt jede Division aus den Korpstruppen zwei Feldlazarette, die übrigen Feldlazarette wurden Armeetruppen. Die Fußartillerie wurde so verteilt, dass jede Infanteriedivision spätestens ab Herbst 1917 ein Bataillon mit zwei Batterien schwerer Feldhaubitzen und einer Batterie 10-cm-Kanonen hatte, die restlichen Fußartillerie-Formationen wurden auf Armee-Ebene zusammengefasst, um in Brennpunkten des Kampfes einheitlich einsetzbar zu sein. In gleicher Weise wurden die Fliegerabteilungen und Flak-Formationen im Herbst 1916 Armeetruppen. Alle Armeetruppen konnten wiederum im Bedarfsfall einzelnen Korps vorübergehend zugeteilt werden.

### Höhere Kavallerie-Kommandeure
Zur Führung der bei Kriegsbeginn aufgestellten elf Kavallerie-Divisionen wurden aus den vier bereits im Frieden bestehenden Kavallerie-Inspektionen Höhere Kavallerie-Kommandeure (HKK 1–4) aufgestellt. Ein derartiger HKK bestand aus einem Kommandierenden General, einem Oberst und einem Hauptmann im Generalstab sowie einem Rittmeister und einem Leutnant als Adjutanten, ferner einem Unteroffizier (Schreiber) und 19 Mannschaften (Trainsoldaten und Kraftfahrer), ferner drei zweispännigen Bespannfahrzeugen und zwei PKW.
HKK 2 und HKK 4 wurden am 28. Dezember 1914 aufgelöst, HKK 1 und HKK 3 zu vollständigen Korpsstäben ausgebaut und am 20. November 1916 in Generalkommando 56 bzw.57 umbenannt.
Gleiches Schicksal erfuhren die im August 1915 aufgestellten HKK 5 und HKK 6, die zur gleichen Zeit in Generalkommando 58 und 59 umbenannt wurden.

## Die Zwischenkriegszeit (1919 bis 1939)

### Die Reichswehrzeit
Im Friedensvertrag von Versailles wurden Deutschland maximal zwei Korpsstäbe und die Stäbe für sieben Infanterie-Divisionen zugestanden, ferner drei Stäbe für Kavallerie-Divisionen (da die Kavallerie im Stellungskrieg völlig unbrauchbar war, konnte der Sieger hier „großzügig“ sein). Es war klar, dass Deutschland mit dieser „Streitmacht“ dem Angriff so ungefähr jedes Nachbarlandes hilflos ausgeliefert war, was sich erstmals zeigte, als Franzosen und Belgier 1923 das Ruhrgebiet besetzten.
Es reiften also Planungen, im Falle eines Angriffes einer feindlichen Macht das Heer zu verdreifachen: Die Korpsstäbe sollten Armeestäbe, die Divisions- sollten Korpsstäbe, die Regimentsstäbe Divisionsstäbe werden usw. So nahmen die (erlaubten) Divisionsstäbe bereits im Frieden die Aufgaben der bisherigen Generalkommandos wahr.
Die Standorte waren:
- Gruppenkommando I: Berlin
- Gruppenkommando II: Kassel
- 1. Division (Wehrkreiskommando I): Königsberg i.Pr.
- 2. Division (Wehrkreiskommando II): Stettin
- 3. Division (Wehrkreiskommando III): Berlin
- 4. Division (Wehrkreiskommando IV): Dresden
- 5. Division (Wehrkreiskommando V): Stuttgart
- 6. Division (Wehrkreiskommando VI): Münster
- 7. Division (Wehrkreiskommando VII): München

Jede Division hatte (wie im Friedensvertrag detailliert festgeschrieben)
- drei Infanterie-Regimenter zu drei Bataillonen, jedes Bataillon zu drei Kompanien und einer MG-Kompanie, dazu im Regiment eine Minenwerfer-Kompanie,
- ein Artillerie-Regiment zu drei leichten Abteilungen zu drei Batterien (schwere Artillerie war verboten)
- ein Pionier-Bataillon zu drei Kompanien
- eine Nachrichten-Abteilung zu zwei Kompanien
- eine Kraftfahr-Abteilung zu zwei Kompanien
- eine Fahr-Abteilung zu vier Kompanien
- eine Sanitäts-Abteilung zu zwei Kompanien

Die drei Kavallerie-Divisionen hatten je sechs Reiter-Regimenter zu je sechs Schwadronen.
Die Gruppenkommandos hatten keine Korpstruppen.
Neben schwerer Artillerie fehlte der Reichswehr, weil verboten: Fliegertruppen und Fliegerabwehr, Panzertruppen und Panzerabwehr, beobachtende Artillerie, Pionierspezialtruppen.
Diese Gliederung blieb im Wesentlichen bis 1935 bestehen.

### Die Zeit der Wehrmacht bis September 1939
Mit Wiedererlangung der Wehrhoheit am 16. März 1935 und Wiedereinführung der allgemeinen Wehrpflicht fielen die im Friedensvertrag von Versailles gesetzten Beschränkungen:
Schon im Oktober 1934 wurde ein
Wehrkreiskommando VIII in Breslau (noch unter der Tarnbezeichnung Befehlshaber Heeresdienststelle Breslau) und ein
Wehrkreiskommando IX in Kassel (noch unter der Tarnbezeichnung Befehlshaber Heeresdienststelle Kassel) aufgestellt. Es folgten
Wehrkreiskommando X in Hamburg 1935,
Wehrkreiskommando XI in Hannover 1936
Wehrkreiskommando XII in Wiesbaden 1936
Wehrkreiskommando XIII in Nürnberg 1937
Es folgten (ohne gesonderten Territorialbereich) im Jahr 1938
XIV. AK in Magdeburg (zur Führung der 4 motorisierten ID)
XV. AK in Jena (zur Führung der 3 leichten Divisionen)
XVI. AK in Berlin (zur Führung der 3 Panzer-Divisionen)
Mit dem Anschluss Österreichs und Eingliederung des österreichischen Bundesheeres in die Wehrmacht entstanden
XVII. AK in Wien, später Linz
XVIII. AK in Salzburg
Das XIX. AK entstand im Sommer 1939 ohne Territorialbereich zur Führung der 2. Panzerdivision und 4. leichten Division.

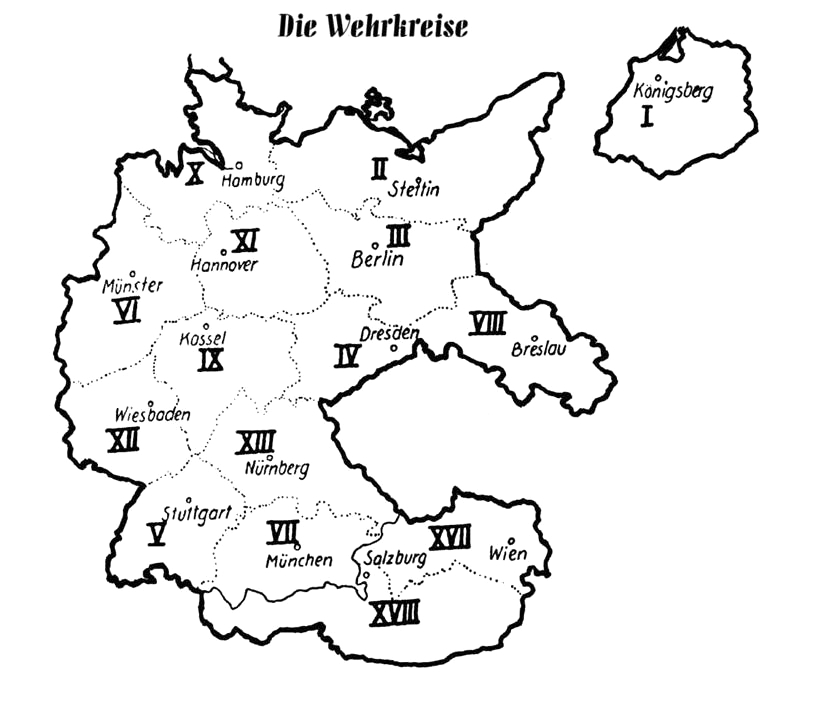
Wehrkreise im Deutschen Reich nach dem Anschluss Österreichs

Im Sommer 1939 setzte sich ein AK üblicherweise aus folgenden Truppen zusammen:
- drei Infanterie-Divisionen (ID)
- Korpstruppen:

- ein MG-Bataillon (nicht bei jedem Korps)
- ein Kavallerieregiment zu zwei Abteilungen zu je 3 Schwadronen, dazu in einigen Fällen 2 Radfahr-Schwadronen (zur Bildung von Aufklärungsabt. der ID im Kriegsfall)
- ein schweres Artillerieregiment (nur beim IV. und beim XIII. AK)
- eine Nebel-Abteilung (nur beim IV., V. und X.AK)
- ein Pionierbataillon (mot)
- eine Korps-Nachrichtenabteilung (mot): Fernsprech-Komp., Funkkomp., zwei Feldkabelbaukomp.

## Zweiter Weltkrieg

### Polen-Feldzug
Mit den oben aufgeführten AK zog Deutschland in den Zweiten Weltkrieg, neu bei Mobilmachung aufgestellt wurden das XXI., XXII., XXVII. und XXX. AK.
Jedes AK hatte als Korpstruppen im Stab Kradmeldezug, Kartenstelle, Feldgendarmerietrupp und Feldpostamt
- Artillerie-Kommandeur und zwei schwere Artillerie-Abteilungen (mot),
- meist zwei Brückenkolonnen
- Korps-Nachschubführer (zwei kl. Kraftfahr-Kol. zu 30 to, eine gr. Kraftwagen-Kol. f. Betriebsstoff (50 m³), Werkstatt-Zug).

Nur das XXI.AK hatte außer dem Stab als Korpstruppen lediglich eine Nachrichten-Abteilung.

### Frankreich-Feldzug
Zwischen Polen- und Frankreichfeldzug wurden die Korps erheblich umgegliedert und erweitert. Im Mai 1940 bestanden
28 Generalkommandos (I.–XIII., XVII.–XVIII., XXI.–XXVII., XXX., XXXVIII., XXXX., XXXXII.–XXXXIV.AK) mit
- Stab mit Kradmeldezug, Kartenstelle, Feldgendarmerietrupp und Feldpostamt
- Nachrichten-Abteilung (Fernsprech-Komp., Funkkomp., zwei Feldkabelbaukomp., Nachrichten-Kolonne)
- Nachschubführer mit kleiner Nachschub-Kolonne, kleiner Betriebstoff-Kolonne, Werkstatt-Zug

6 Generalkommandos (mot) XIV.–XVI., XIX., XXXIX., XXXXI. AK mit
- Stab mit Kradmeldezug, Kartenstelle, Feldgendarmerietrupp und Feldpostamt
- Pionierbataillon (nur bei XIV. und XVI.AK)
- Nachrichten-Abteilung (Fernsprech-Komp., Funkkomp., zwei Feldkabelbaukomp., Nachrichten-Kolonne)
- Nachschubführer mit zwei kleinen Nachschub-Kolonne, kleiner Betriebstoff-Kolonne, Werkstatt-Zug

8 höhere Kommandos: (XXXI.–XXXVII. AK, XXXXV. AK) mit
- Stab mit Kradmeldezug, Kartenstelle, Feldgendarmerietrupp und Feldpostamt
- Nachrichten-Abteilung (zwei Komp.)
- Nachschubführer mit 1–3 kleinen Nachschub-Kolonnen und Verpflegungsamt (nur bei XXXII., XXXIII., XXXVII. AK)[37]

Die „höheren Kommandos“ waren zur Verwendung an Nebenfronten gedacht, ihre Korpstruppen waren schwächer. Teilweise wurden sie später wie normale Generalkommandos ausgestattet und verwendet.

### Feldzug gegen die Sowjetunion
Bis zum Juni 1941 hatten sich die Korpsstäbe vermehrt auf
- 31 Generalkommandos
- 3 Gebirgs-AK
- 12 Generalkommandos (mot)
- 12 höhere Kommandos[38]

In der Folgezeit kamen etliche weitere Korpsverbände hinzu, andere wurden aufgelöst. Die Aufzählung aller dieser Verbände würde den Rahmen des Artikels sprengen.

## Bundesrepublik Deutschland
Das Feldheer der Bundeswehr war im Kalten Krieg in drei deutsche Armeekorps und das binationale Korps LANDJUT mit unterstellter 6. PGD gegliedert:
- I. Korps
  - 1. Panzerdivision
  - 3. Panzerdivision (im Verteidigungsfall dem niederländisch geführten 1e legerkorps unterstellt)
  - 7. Panzerdivision
  - 11. Panzergrenadierdivision
- II. Korps
  - 4. Panzergrenadierdivision
  - 1. Gebirgsdivision
  - 1. Luftlandedivision
  - 10. Panzerdivision (Bundeswehr)
- III. Korps
  - 2. Panzergrenadierdivision
  - 5. Panzerdivision
  - 12. Panzerdivision
- LANDJUT
  - 6. Panzergrenadierdivision

Nach der Deutschen Wiedervereinigung gliederte sich das Heer zunächst in vier nationale Korps und das binationale Korps LANDJUT. Im Verteidigungsfall unterstanden die Korps der NATO-Mitgliedsstaaten den integrierten Stäben der NATO, in Europa dem SHAPE, und waren einer Armee zugeordnet.
Mit der Umgestaltung der Bundeswehr nach der Wiedervereinigung und durch die Transformation wurden die deutschen nationalen Korps als Führungsebene abgeschafft, deren Stäbe zu anderen Aufgaben verwandt oder in multinationale Korps umgewandelt. Die Korps sind heute die Hauptträger der Multinationalität im Heer und leisten einen Beitrag zur Bündnisintegration. Ihre ständig präsenten Stäbe und Führungsunterstützungkräfte sind befähigt, Hauptquartiere für Aufträge der NATO und/oder EU zu stellen. Ihre Divisionen sind nur im Bedarfsfall unterstellt. Die NATO-Korps sind dem SHAPE unterstellt. Die Korps mit Beteiligung der Bundeswehr sind/waren:
| Bezeichnung                                | Auflösung | verwendet für                             | deutscher Anteil                        |
| ------------------------------------------ | --------- | ----------------------------------------- | --------------------------------------- |
| I. (GE) Korps                              | 1995      | 1. Deutsch-Niederländisches Korps         | bestehend mit ständigem dt. Anteil      |
| II. Korps / II. (GE/US) Korps              | 2005      | Kommando Operative Führung Eingreifkräfte |                                         |
| III. (GE) Korps                            | 1994      | Heeresführungskommando                    |                                         |
| IV. (GE) Korps                             | 2001      | Einsatzführungskommando der Bundeswehr    |                                         |
| HQ LANDJUT                                 | 1999      | Multinationales Korps Nord-Ost            | bestehend mit ständigem dt. Anteil      |
| Eurokorps                                  | –         | –                                         | bestehend mit ständigem dt. Anteil      |
| Allied Command Europe Rapid Reaction Corps | –         | –                                         | bestehend im Bedarfsfall mit dt. Anteil |
| V. (US/GE) Korps                           | 2013      | –                                         |                                         |

Die deutsche Beteiligung schwankt dabei je nach Organisationstypus des Korps. Einige dieser Korps sind multinationale Korps unter der Führung einer lead nation, sind mit Ausnahme weniger Verbindungsoffiziere rein national geführt und greifen nur im Bedarfsfall auf Divisionen anderer Nationen zurück. Beispiele dafür waren das V. (US/GE) Korps oder das II. (GE/US) Korps (erstgenannte Nation ist lead nation). Andere Korps wie das LANDJUT oder das 1. Deutsch-Niederländische Korps sind oder waren dagegen paritätisch geführt. Die deutschen Anteile multinationaler Korps unterstehen truppendienstlich dem Kommando Heer.

## Korpstruppen
Als Korpstruppen werden üblicherweise jene Verbände und Einheiten bezeichnet, die direkt unter dem Kommando ds Korps stehen und die die vom Korps geführten Divisionen oder Brigaden unterstützen oder sonstige Aufgaben zur Führungsunterstützung übernehmen, wie z. B.
- Korpsfernmeldebataillon / Korpsfernmelderegiment mit Fernmeldebataillon EloKa
  - Fernspähkompanie
- Feldjägerbataillon
- Korps-Artillerieregiment mit Sonderwaffen
- Korpsversorgungstruppen
- Korps-Pionierregiment